# Liste der Bodendenkmäler in Albertshofen
Auf dieser Seite sind die Bodendenkmäler in der unterfränkischen Gemeinde Albertshofen zusammengestellt. Diese Tabelle ist eine Teilliste der Liste der Bodendenkmäler in Bayern. Grundlage ist die Bayerische Denkmalliste, die auf Basis des Bayerischen Denkmalschutzgesetzes vom 1. Oktober 1973 erstmals erstellt wurde und seither durch das Bayerische Landesamt für Denkmalpflege geführt wird. Die folgenden Angaben ersetzen nicht die rechtsverbindliche Auskunft der Denkmalschutzbehörde.

## Bodendenkmäler in Albertshofen
| Lage                                    | Objekt | Akten-Nr.     | Bild           |
| --------------------------------------- | --- | ------------- | -------------- |
| Albertshofen Kirchstraße 45a (Standort) | Kirche St. Nikolaus Archäologische Befunde im Bereich der spätmittelalterlichen Kapelle und der frühneuzeitlichen Pfarrkirche St. Nikolaus von Albertshofen mit Befunden der abgegangenen Kirchhofbefestigung. | D-6-6226-0200 | weitere Bilder |
| Albertshofen (Standort)                 | Siedlung der jüngeren Latènezeit. | D-6-6226-0279 |                |